# Islandita

La islandita es una roca ígnea volcánica de composición intermedia que contiene andesina y piroxeno ya sea ortopiroxeno, clinopiroxeno o pigeonita. También puede contener olivino en la matriz. Se distingue de la andesita propiamente tal por ser más rica en hierro y más pobre en aluminio que esta.